# Yosuke Akiyama
Yosuke Akiyama (秋山 陽介, Akiyama Yosuke), né le 13 avril 1995, est un footballeur japonais.

## Biographie
Akiyama commence sa carrière professionnelle en 2017 avec le club du Nagoya Grampus, club de J2 League. Il est 3e de J2 League en 2017 avec cette équipe, obtenant par la même occasion la montée en J1 League. En juillet 2019, il est prêté au Júbilo Iwata. En 2020, il retourne au Nagoya Grampus. En 2021, il est transféré au Vegalta Sendai.